# Hysterophora maculosana
Hysterophora maculosana är en fjärilsart som beskrevs av Adrian Hardy Haworth 1812. Hysterophora maculosana ingår i släktet Hysterophora och familjen vecklare. Inga underarter finns listade i Catalogue of Life.